# Stan Getz
Stan Getz (született Stanley Gayetzsky) (Philadelphia, Pennsylvania, 1927. február 2. – Malibu, Kalifornia, 1991. június 6.) ötszörös Grammy-díjas amerikai dzsessz-szaxofonista. Évtizedekig a világ egyik legbefolyásosabb és legismertebb szaxofonistája volt. Getz játéka a cool dzsessz területén meghatározó, bár legismertebb és legsikeresebb darabjai latin-időszakából származnak. Munkásságának későbbi éveiben kiváló mainstream-szaxofonistaként a dallamok virtuóz mestereként tartották számon. Tizenegy Grammy-díjjal tüntették ki.

## Élete
Ukrán bevándorlók gyermekeként karrierje elején Jack Teagardennél játszott altszaxofonon. Ezt követően számtalan híres zenésszel muzsikált; Nat King Cole, Lionel Hampton, és több Big Bandben is játszott; Stan Kenton (1944/5), Benny Goodman (aki a 16 éves Stan Getztől idétlen viselkedése miatt vált meg), Randy Brooks (1946), Jimmy Dorsey és Woody Herman (1947–1949).
Eleinte Getz és gitárosa Jimmy Raney általában, mint Westcoast (Nyugati-part) illetve a cool dzsessz képviselői lettek ismertek. A tenorszaxofonista eleinte a bebop fehér úttörőjének számított. Azok a felvételek, amiket már korábban Horace Silver, Jimmy Raney és másokkal készített, csak később ítéltettek meg helyesen.
A Woody Herman Banddel vált ismertté a nagyobb közönség számára is a Four Brothers című ismert dzsesszkompozícióban nyújtott játékával. Igazán az 1947-ben megjelent Early Autumn  című szólóalbumával lett híres. Getz 1949-ig Woody Hermannál maradt és bandavezetőként (Stan Getz Plays album), illetve különböző hosszabb-rövidebb ideig működő zenekarokban is közreműködött Sarah Vaughannal, Ella Fitzgeralddal, Dizzy Gillespievel, valamint a Jazz at the Philharmonic turnékon.
1954-ben játékpisztollyal fenyegetőzve akart egy gyógyszertárban morfiumhoz jutni. Börtönbüntetésre ítélték, ami érthető módon igen megviselte, öngyilkos akart lenni. Szabadulása után Európába költözött és a nyilvánosságtól visszahúzódva élt svéd feleségével Koppenhágában. Következő albuma 1961-ben jelent meg Focus címmel, amelyen az Eddie Sauter Orchestra kíséri vonósokkal.

## Bossa nova
Az 1960-as évek első felében bossa novával kezdett foglalkozni. A Desafinado saját verziójával világhírű lett (1962, Jazz Samba). Legnagyobb sikere azonban valószínűleg The Girl from Ipanema (1963) lett; az albumot Astrud Gilbertóval, João Gilbertóval és Antônio Carlos Jobimmal közösen vette fel és Getz/Gilberto címen jelent meg, amelyért egy Grammy-díjat kaptak. A bossa nova-időszak után saját zenekarai voltak, ezekben többek között Gary Burton, Chick Corea, Joanne Brackeen, Kenny Barron, Steve Swallow, Stanley Clarke, Miroslav Vitouš, Jack DeJohnette, Tony Williams, Roy Haynes játszottak. Ezeken kívül néhány fellépés vagy próba erejéig zenélt Bill Evansel, Chet Bakerrel, Elvin Jonesal, Diane Schuurral, Peter Herbolzheimerral, és a Kenny Clarke/Francy Boland Big Banddel. 1972 után albumait maga jelentette meg. 1985-től a Stanford Egyetem tanára volt és a dzsessz-tanszék felépítésén fáradozott. Élete végéig koncertezett, májrákban halt meg 1991-ben, 64 évesen.

## Lemezek
- Getz at the Gate (2019)
- Getz & Gilberto: Live at Carnegie Hall 1964 (2019)
- What the World Needs Now: Stan Getz (2018)
- Plays the Blues (2018)
- Ballads [Le Chant du Monde] (2018)
- Big Band Bossa Nova/Jazz Samba (2018)
- Hamp & Getz/Stan Getz Plays (2018)
- Desafinado [Wagram] (2018)
- Bossa Nova Years (2017)
- In Scandinavia 1959-1960 (2017)
- 5 Original Albums, Vol. 2 (2017)
- Stan Getz & Guests: Live at Newport 1964 (2017)
- The Classic Albums Collection: 1955-1963 (2017)
- The Best of Stan Getz (2017)
- Four Classic Albums (2017)
- Best Of (2017)
- The Essential Recordings (2017)
- West Coast Jazz/Steamer/Award Winner (2017)
- Live From Newport 1964 (2016)
- In Denmark 1959-1960 (2016)

## Magyarországon
1974. november 12-én adott koncertet kvartettjével az Erkel Színházban.